# Ayaka Miyoshi
Ayaka Miyoshi (三吉彩花, Miyoshi Ayaka, Saitama, 18 de junho de 1996) é uma idol, cantora, modelo e atriz Japonesa. Ela é representada pela agência de talentos Amuse e foi integrante de dois grupos dessa agência: Sakura Gakuin e seu subgrupo SCOOPERS.

## Afiliações
- Sakura Gakuin (2010–2012)
  - SCOOPERS (subgrupo do Sakura Gakuin; 2010–2012)

## Discografia

### Sakura Gakuin
Álbuns
1. Sakura Gakuin 2010 Nendo ~message~ (27 de abril de 2011)
2. Sakura Gakuin 2011 Nendo ~Friends~ (21 de março de 2012)

Singles
1. "Yume ni Mukatte / Hello! Ivy" (8 de dezembro de 2010)
2. "Friends" (23 de novembro de 2011)
3. "Verishuvi" (21 de dezembro de 2011)
4. "Tabidachi no Hi ni" (12 de fevereiro de 2012)

## Filmografia

### Filmes
| Título                                                     | Data de lançamento     | Distribudor                            | Papel                                    |
| ---------------------------------------------------------- | ---------------------- | -------------------------------------- | ---------------------------------------- |
| Utatama (うた魂♪)                                          | 5 de abril de 2008     | Nikkatsu                               | Kasumi Ogino (jovem)                     |
| Shinizokonai no Ao (死にぞこないの青)                      | 30 de agosto de 2008   | Xanadeux                               | Eri                                      |
| Solo Contest (ソロコンテスト)                              | 25 de julho de 2009    | Digital Skip Station                   | Fūka Usui                                |
| On'nanoko Monogatari (女の子ものがたり)                    | 5 de junho de 2010     | IMJ Entertainment / Avex Entertainment | Kimiko (estudante do ensino fundamental) |
| Kokuhaku (告白)                                            | 15 de dezembro de 2012 | Toho                                   | Ayaka Tsuchida                           |
| Gumo Ebian! (グッモーエビアン!)                            | 15 de dezembro de 2012 | Showgate                               | Hatsuki Hirose                           |
| Tabidachi no Uta ~Jugo no Haru~ (旅立ちの島唄～十五の春～) | 18 de maio de 2013     | Bitters End                            | Yuna Nakazato (protagonista)             |

### Doramas televisivos
| Título                                                                                      | Episódios / Datas de transmissão              | Empresa transmissora | Papel             |
| ------------------------------------------------------------------------------------------- | --------------------------------------------- | -------------------- | ----------------- |
| Otoko no Kosodate (オトコの子育て)                                                          | 26 de outubro – 14 de dezembro de 2007        | tv asahi             | Senri Harada      |
| Yume no Mitsuke Kata Oshietaru! (夢の見つけ方教えたる!)                                     | 8 de março de 2008                            | Fuji TV              | Maya Sawada       |
| Pocky 4 Sisters! (Pocky 4 Sisters 出せない手紙編 「ヒミツの約束」)                          | 27 de dezembro de 2008                        | BS-i                 | Sari Miyashita    |
| Yūkai KIDNAPPING (誘拐 KIDNAPPING)                                                          | 2 de agosto de 2009                           | WOWOW                | Yuri Sayama       |
| Atami no Sōsakan (熱海の捜査官)                                                             | 30 de junho – 17 de setembro de 2010          | tv asahi             | Mai Shinonome     |
| Taisetsu na Koto wa Subete Kimi ga Oshiete Kureta (大切なことはすべて君が教えてくれた)      | Ep. 10, 28 de março de 2011                   | Fuji TV              | Mio Yoshimura     |
| Kokosei Restaurant (高校生レストラン)                                                       | 7 de maio – 2 de julho de 2011                | NTV                  | Minami Kawase     |
| Risō no Musuko (理想の息子)                                                                 | Ep. 3–10, 28 de janeiro – 17 de março de 2012 | NTV                  | Sayaka Tamba      |
| Higashino Keigo Mysteries (野圭吾ミステリーズ)                                              | Ep. 8, 30 de agosto de 2012                   | Fuji TV              | Miyoko Kasai      |
| Kekkon Shinai (結婚しない)                                                                  | 11 de novembro – 20 de dezembro de 2012       | Fuji TV              | Mai Sakura        |
| Kindaichi Shōnen no Jikenbo Gokumon Juku Satsujin Jiken (金田一少年の事件簿 獄門塾殺人事件) | 4 de janeiro de 2014                          | NTV                  | Kiyoko Shikibu    |
| Lost Days (ロストデイズ)                                                                    | 11 de janeiro – 15 de março de 2014           | Fuji TV              | Satsuki Tachibana |
| GTO: Great Teacher Onizuka                                                                  | 8 de julho – 16 de setembro de 2014           | Kansai TV            | Meiri Miyaji      |

### Variedades
- Dōbutsu Bōken Variety: Wanda! (～どうぶつ冒険バラエティ～ワンダ!) (14 de outubro de 2011 – 7 de setembro de 2012, TV Tokyo)
- Merengue no Kimochi (メレンゲの気持ち) (11 de outubro de 2014 – atualmente, NTV) — Apresentadora

### Comerciais
- Ajinomoto - Cook-Do (maio de 2006)
- Sumitomo Life Insurance Company (outubro de 2006)
- Mitsui Fudoson Realty Co., Ltd. - Mitsui no Rihausu (outubro de 2006)
- Bandai - Fushigiboshi no Futagohime (2006)
  - Yes! Pretty Cure 5 - Pinky Catcher (janeiro de 2007)
  - Kids' Mobile Phone papipo! (março de 2007)
  - Yes! Pretty Cure 5 - Dream Collet (março de 2007)
- Johnson Company, Limited - Great Deodorant Pafupafu (junho de 2008)
- Suzuki Motor Corporation - Wagon R (março de 2009)
- Kyowa Hakko Kirin Company, Limited (abril de 2009)
- Benesse Corporation - Shinkenzemi Junior High School Course (fevereiro de 2010)
- The Oriental Land Company, Limited - Tokyo DisneySea "Christmas Wish" (novembro de 2011)
- Suntory Holdings Limited
  - natchan Orange (fevereiro de 2011)
  - Miage te Goran Yoru no Hoshi o / Ue o Mui te Aruko u Company (abril de 2011)
- NTT Learning Systems Corporation - Daigaku Juken Kurabu (outubro de 2012)
- Recruit Holdings Co.,Ltd. - TOWNWORK (fevereiro de 2013)
- Shiseido Company, Limited - Sea Breeze (fevereiro de 2013)
- Morinaga & Company, Ltd. - Bake (março de 2013)
- Skylark Co., Ltd - Gasuto Aki no Kuishinbō Fea (setembro de 2013)
- Haruyama Trading Co.,Ltd. - Fresher's Campaign (fevereiro de 2014)
- The Asahi Shimbun Company - Asahi Shimbun 2014 College Entrance Examination PR (julho de 2014)

### Vídeos musicais
- Kagrra, — "Shizuku" (雫〜shizuku〜) (14 de fevereiro de 2007)

## Prêmios
- 67º Mainichi Film Award — Sponichi Grand Prix Newcomer Award (por Gumo Ebian!)[2]
- 35º Yokohama Film Festival — Best Newcomer Award (por Tabidachi no Uta ~Jugo no Haru~ e Gumo Ebian!)[1]